# Пеклино
Пе́клино — деревня в Дубровском районе Брянской области, административный центр Пеклинского сельского поселения. Расположена на автодороге А141, в 16 км к югу от пгт Дубровка, на левом берегу реки Белизны. Население — 798 человек (2010).

## История
Упоминается с XVIII века; бывшее владение Засекиных, позднее также Дурново и др. Входила в приход села Рябчичи (с 1822); имелся постоялый двор. С 1900 года работала школа грамоты (с 1910 — церковно-приходская). С 1861 по 1924 деревня Пеклино входила в Салынскую волость Брянского (с 1921 — Бежицкого) уезда; позднее в Дубровской волости, Дубровском районе (с 1929). В 1954—1959 в Рябчинском, в 1959—1971 в Салынском сельсовете. С 1960-х гг. — центральная усадьба колхоза имени Калинина (ныне СПК «Калининский»).

## Пеклино сегодня
В деревне имеется отделение связи, библиотека. В 2004—2007 гг. сооружён деревянный храм в честь Смоленской иконы Божией Матери.
У западной окраины деревни обнаружен курганный могильник древнерусского времени.